# Campeonato Goiano Segunda Divisão 2019
In 2019 werd het 48ste Campeonato Goiano Segunda Divisão gespeeld voor clubs uit de Braziliaanse staat Goiás. De competitie werd georganiseerd door de FGF en werd gespeeld van 10 augustus tot 30 september. Jaraguá werd kampioen.

## Eindstand
De teams werden over twee groepen verdeeld. De club spelen eerst heen en terug tegen de teams uit de andere groep en dan nog één keer tegen de teams uit hun eigen groep. De twee hoogste geklasseerden promoveren en de twee laagst geklasseerden degraderen. 

### Groep A
| Plaats | Club      | Wed. | W | G | V | Saldo | Ptn. |
| ------ | --------- | ---- | - | - | - | ----- | ---- |
| 1.     | Jaraguá   | 11   | 6 | 2 | 3 | 15:8  | 20   |
| 2.     | Rio Verde | 11   | 5 | 2 | 4 | 22:16 | 17   |
| 3.     | Aparecida | 11   | 3 | 3 | 5 | 15:16 | 12   |
| 4.     | América   | 11   | 2 | 5 | 4 | 7:14  | 11   |

|  | Promotie naar Campeonato Goiano 2020 |
|  | Degradatie                           |

### Groep B
| Plaats | Club      | Wed. | W | G | V | Saldo | Ptn. |
| ------ | --------- | ---- | - | - | - | ----- | ---- |
| 1.     | Anápolis  | 11   | 5 | 4 | 2 | 19:12 | 19   |
| 2.     | Morrinhos | 11   | 5 | 2 | 4 | 15:14 | 17   |
| 3.     | Jataiense | 11   | 3 | 4 | 4 | 13:21 | 13   |
| 4.     | Trindade  | 11   | 3 | 2 | 6 | 11:16 | 11   |

### Kampioen
| Campeonato Goiano de 2019 - Segunda Divisão |
| Goias                                       |
| ------------------------------------------- |
| JARAGUÁ Kampioen (1° titel)                 |